# Куп СР Југославије у рагбију 1997.
Куп СР Југославије у рагбију 1997. је било 5. издање Купа Савезне Републике Југославије у рагбију. 
Трофеј је освојио Партизан..
| Освајач купа Југославије у рагбију 1997. |
| ---------------------------------------- |
| Рагби клуб Партизан 7. трофеј            |